# EMI MARIA
EMI MARIA（エミ マリア、1987年6月9日 - ）は、日本の女性シンガーソングライター。夫はラッパーのSEEDA。

## 来歴

### 1987年-2005年：生い立ち
1987年6月9日、パプアニューギニアで生まれる。父はパプアニューギニア人、母は日本人。姉、兄、弟がいる。5歳までパプアニューギニアで過ごし、その後、神戸市に移住。
6歳年の離れた姉の影響でR&Bを聴く。ジャネット・ジャクソン、マイケル・ジャクソン、K-Ci & JoJoから聴き始め、小学生のときはSPEED、安室奈美恵、中学生のときはデスティニーズ・チャイルドなどを聴いていた。中学生から歌詞を書き始め、高校生になる頃には作詞作曲に加え、機材（ローランドのファントムS、MTR）を購入して楽曲制作に没頭する。MTVのオーディション「スターツアー」の二次審査で東京に行ったとき、そこに集まった人が自分で作曲をしているのを目の当たりにし自身も作曲に興味を持った。オーディションでは歌手志望の友人と一緒に、テープレコーダーでマーヤの曲を流し、その上に自分の歌の乗せたテープを送った。二次審査で落選してからプロを目指すようになる。

### 2005年-2008年：初期のキャリア
2005年、18歳でDJ NAOtheLAIZAやBachLogicと出会い関西でのライブ活動を開始した。神戸のクラブのライブでウルフパックのフィーチャリングで参加したときにBach Logic aka BLに声をかけられSEEDAの曲のバックコーラスを依頼される。その場で快諾、『花と雨』という楽曲のフィーチャリングアーティストとして参加した。その他、般若の楽曲にボーカルとして参加する機会を得た。2007年に自主レーベルFMMPよりミニアルバム『Between the Music』を発表する。2008年に発売したデビューシングル『I gotta-Summer Kiss-（KSR）』がiTunesシングル・オブ・ザ・ウィークに選ばれる。2008年11月に発売したデビューフルアルバム『A Ballad Of My Own（KSR）』が2008年R&B/ソウルアルバムチャート総合1位を獲得し、3ヶ月にわたりトップ3に入り続けた。
2008年11月、アメリカのR&BグループK-Ci & JoJoの日本公演ライブのフロントアクトを務める。

### 2009年 - 現在：メジャーデビュー
2009年10月7日、ビクターエンタテインメントより配信限定シングル『One Way Love』でメジャーデビューを果たす。着うた週間チャート4位、着うたフル週間チャート14位、iTunes総合週間チャート9位（R&B/SOULチャート2位）など様々なチャートで好成績を残す。
2010年2月17日、メジャー初のシングル盤「Show Me Your Love」を発売。同年3月3日にメジャー1枚目のアルバム『CONTRAST』を発売。

## 私生活
2012年4月7日、ラッパーのSEEDAとの結婚と妊娠を発表。同年8月30日に第1子男児、2017年5月29日に第2子男児を出産した。

## 音楽性
声域は7オクターブといわれる。歌唱は自分らしさを大切にし、感情の入った歌い方を心がけている。
楽曲はリズムやビートから先に決めて後からメロディを乗せるという邦楽には珍しい楽曲制作をしている。同じ手順で制作すると同じような曲ができるため、違う順番で制作することもある。トラック作りは、自分にしか浮かばないメロディや音を大事にしたいと語る。歌詞は自分が感じたことをそのまま書くことを心がけている。

## ディスコグラフィ
自主レーベル
- Between the Music（FMMP）（2007年）

インディーズレーベル
- I gotta-Summer Kiss（KSR）（2008年）
- A Ballad of My Own（KSR）（2008年）

メジャー
- CONTRAST（Victor）（2010年）
- BLUE BIRD（Victor）（2011年）